# Mamnoon Hussain
Mamnoon Hussain (urdu: ممنون حسین), född 23 december 1940 i Agra i nuvarande Uttar Pradesh i Indien, död 14 juli 2021 i Karachi, var en pakistansk textilaffärsman och politiker. Han var Pakistans president från den 9 september 2013 till den 9 september 2018. Han kallade sig själv för nationalkonservativ.